# Asesinato de Wanda Taddei
El asesinato de Wanda Taddei (Buenos Aires, 24 de abril de 1980 - Buenos Aires, 21 de febrero de 2010) fue un feminicidio sucedido en Argentina, realizado por su esposo, el músico Eduardo Vázquez, quien la roció con alcohol y prendió fuego durante una discusión. Vázquez fue condenado inicialmente a 18 años de prisión por el delito de "homicidio calificado por el vínculo, atenuado por su comisión en estado de emoción violenta", pero la Cámara de Casación modificó el fallo condenándolo a cadena perpetua en el fallo definitivo. El caso de Wanda Taddei puso de relieve la violencia de género y la gravedad del femicidio en Argentina, así como las implicancias negativas de figuras atenuantes como la emoción violenta y la preterintención, que abren camino a la reducción de penas.

## Biografía de Wanda Taddei

### Infancia y juventud
Wanda Taddei era hija de Beatriz Regal y Jorge Gastón Taddei, y hermana mediana de Néstor Rubén y Nadia Jorgelina Taddei. Wanda Taddei y Eduardo Vázquez, un músico que se convertiría en baterista de la banda de rock Callejeros, mantuvieron una relación afectiva cuando ella tenía 15 años y él 20. La relación no prosperó y Wanda se casaría con Jorge Elechosa, con el que tuvo dos hijos: Facundo, nacido el 25 de agosto de 2001, y Juan Manuel, nacido el 1° de marzo de 2004. En 2007, Wanda volvió a establecer contacto con Vázquez, quien por entonces estaba siendo enjuiciado, junto a otras personas, por su eventual responsabilidad en el incendio de la discoteca República Cromañón, ocurrido en 2004, en el que murieron 194 personas, incluida la propia madre de Vázquez. Ambos se casaron en noviembre de 2009.

### Crimen y muerte

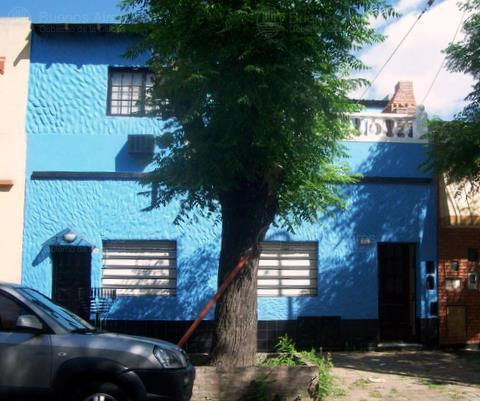
La casa de Eduardo Vázquez, donde prendió fuego a Wanda Taddei, ubicada en Pizarro 7083, barrio porteño de Mataderos.

En la madrugada del 10 de febrero de 2010 Wanda Taddei fue atacada por su esposo, en el marco de una discusión que se venía extendiendo desde la noche anterior. Eduardo Vázquez, luego de rociarla con alcohol sobre el cuerpo, le prendió fuego con un encendedor, causándole gravísimas quemaduras. Inmediatamente después Vázquez apagó con una manta el fuego sobre Wanda y la llevó al Hospital Santojanni de Buenos Aires, donde recibió los primeros auxilios. Horas más tarde fue derivada al Hospital de Quemados, donde falleció once días después, a causa de las quemaduras sufridas.
La muerte de Wanda se produjo en un contexto de violencia de género, con públicas situaciones de violencia física que venían desde tiempo atrás y que habían sido presenciadas por familiares y amigos, incluso con amenazas de "prenderla fuego" de Vázquez hacia Taddei.
Sus restos descansan en el Cementerio de Flores.

## El juicio
El asesinato de Wanda Taddei llegó a juicio oral dos años después, ante el Tribunal Oral en lo Criminal Nro. 20, integrado por los jueces Pablo Gustavo Laufer, Luis Fernando Niño y Patricia Gabriela Mallo. Dictó sentencia el 14 de junio de 2012, teniendo por acreditado el homicidio, por lo que, por tratarse de un homicidio agravado por el vínculo matrimonial, debió haber correspondido prisión perpetua. Sin embargo, el tribunal consideró, por su propia iniciativa, que Vázquez actuó en estado de emoción violenta, una circunstancia que el Código Penal considera como atenuante. Por esa razón, los jueces terminaron condenando a Vázquez a 18 años de prisión.
Para justificar el atenuante de emoción violenta en que habría actuado Vázquez, el tribunal argumentó que Wanda estaba afectada por la ira, y que había habido discusión y pelea entre la pareja, a la vez que, la oscuridad que se produjo en cierto momento de la discusión, afectó también emocionalmente a Vázquez, debido a la fobia que este sentía en lugares oscuros.
El 18 de septiembre de 2013 la Cámara Federal de Casación Penal modificó la sentencia de primera instancia, descartando la existencia de emoción violenta y agravando la pena, condenando a Vázquez a prisión perpetua por homicidio agravado por el vínculo.

## Críticas feministas a la sentencia
Diversas organizaciones y referentes del movimiento feminista cuestionaron la sentencia por haber recurrido al atenuante de la emoción violenta. Mabel Bianco, presidenta de la Fundación para el Estudio e Investigación de la Mujer (FEIM), sostuvo que "este caso era para perpetua. Este hombre actuó en forma consciente y luego negó lo que había hecho, por eso la emoción violenta es difícil de entender. La emoción violenta no corresponde, es una fórmula que se utilizó sólo para disminuir la pena".
Norma Stola, psicóloga de la organización feminista La Casa del Encuentro sostuvo:

Cuando una persona actúa en estado de emoción violenta entendemos que la emoción ha alterado su equilibrio psíquico en forma transitoria. El indicador más evidente del acceso emotivo es una disminución de la memoria (dismnesia) que imposibilita evocar los recuerdos del momento en que se produjo el hecho. En el caso de Vásquez, nada de esto parece suceder, porque recuerda que fue un accidente, recuerda que no es culpable de lo que sucedió y recuerda que nunca estuvo en estado de emoción violenta.

Por su parte, la diputada Victoria Donda cuestionó el fallo diciendo:

Nos parece inaceptable que se haya reducido la pena por emoción violenta cuando se habrían probado en la causa los antecedentes violentos de Vásquez con Taddei, y en un crimen doblemente agravado.
Victoria Donda

Florencia Cremona, directora del Laboratorio de Género y Comunicación de la Facultad de Periodismo y Comunicación Social de la Universidad Nacional de La Plata, analiza el caso de Wanda Taddei en un artículo titulado "La justificación del femicidio de Wanda Taddei", sosteniendo que el concepto de "emoción violenta" busca hacer más tolerable el crimen y así "esconder esta violencia".

Estamos ante una violencia ilegal pero legítima, esta es una de las claves del feminicidio.

Cremona señala que el método de quemar a las mujeres caracterizó la represión de las mujeres acusadas de "brujas", y dice:

La metodología del incineramiento para borrar las huellas del crimen y dejar marcas imborrables en el cuerpo de la mujer hablan del poder y el dominio masculino sobre las víctimas. En este sentido, [la autora feminista y socióloga] Rita Segato (2003) afirma que “en las marcas inscriptas en estos cuerpos los perpetradores publican su capacidad de dominio irrestricto y totalitario sobre la localidad, ante sus pares, ante la población local y ante los agentes del Estado, que son inermes o cómplices“.

El hecho de que el tribunal hubiera atenuado el homicidio de Wanda sin que la defensa hubiera siquiera alegado que Vázquez se encontraba en estado de emoción violenta, indica a criterio de distintos especialistas que el fallo "es síntoma del patriarcado que prevalece en la justicia".
Las organizaciones feministas también cuestionaron las coberturas mediáticas del caso y la reproducción de los estereotipos de género.

## Ley estableciendo el delito de feminicidio
Las denuncias del movimiento feminista sobre la impunidad y la legitimación que el concepto de "emoción violenta" generaba en los feminicidios, llevó a una modificación del Código Penal de la Nación Argentina a fin de eliminar la figura de la emoción violenta del feminicidio, que se concretó con la Ley 26.791 sancionada el 14 de noviembre de 2012.

## El efecto Wanda Taddei
Tras la muerte de Wanda en 2010 y hasta 2013, 132 mujeres fueron quemadas por hombres en Argentina, de las cuales la mitad murieron. La cifra contrasta con los 9 casos identificados en los dos años anteriores de ataques similares, por lo que algunos especialistas hablaron del "efecto Wanda Taddei", asegurando que se estaba produciendo un "efecto de imitación".
A su vez, Victoria Obregón, directora de Igualdad de Oportunidades de la Provincia de Buenos Aires, responsable del Programa de Asistencia a Mujeres Víctimas de Violencia, cuenta que "empezaron a hacerse frecuentes, entre las amenazas, el «te voy a quemar como a Wanda»".
La activista de género Florencia Cremona explica del siguiente modo las implicancias del "efecto Wanda Taddei":

El caso de Wanda fue un disparador para que otros hombres violentos imitaran el accionar de Eduardo Vázquez al mantener una pelea con sus parejas, en la idea del “crimen perfecto”, esto es “de quemar para borrar las huellas”. Como Vásquez estuvo libre al principio, en algunos hombres violentos quedó la sensación de impunidad.

Ada Rico, presidenta de La Casa del Encuentro, sostuvo que el caso de Wanda Taddei se convirtió en un emblema de esa modalidad de femicidio y que si bien ya existían antecedentes, la noticia tuvo una amplia difusión e impacto por el carácter mediático de Eduardo Vázquez. Denunció sin embargo que si bien "hay un efecto Wanda", también "hay un efecto impunidad por la falta de respuestas de la Justicia".

### Otros feminicidios de gran repercusión en Argentina
- Chiara Páez
- Alicia Muñiz
- María Soledad Morales
- Gladys McDonald, Elena Arreche, Cecilia Barreda y Adriana Barreda
- María Marta García Belsunce
- Marisel Zambrano